# Пюлькы (приток Худосея)
Пюлькы (устар. Пюль-Кы) — река в России, протекает по территории Ямало-Ненецкого автономного округа. Устье реки находится в 242 км по левому берегу реки Худосей. Длина реки составляет 77 км.

## Притоки
- 14 км: Тотватылькы (лв)
- 15 км: Полялькы (лв)
- 35 км: Качильпокытылькы (лв)

## Данные водного реестра
По данным государственного водного реестра России относится к Нижнеобскому бассейновому округу, водохозяйственный участок реки — Таз. Речной бассейн реки — Таз.
Код объекта в государственном водном реестре — 15050000112115300068919.